# Secret Diary of a Call Girl/Episodenliste

Logo zur Serie

Diese Episodenliste enthält alle Episoden der britischen Comedyserie Secret Diary of a Call Girl, sortiert nach der britischen Erstausstrahlung. Die Fernsehserie umfasst vier Staffeln mit insgesamt 32 Episoden.

## Übersicht
| Staffel | Episodenanzahl | Erstausstrahlung USA | Erstausstrahlung USA | Deutschsprachige Erstausstrahlung | Deutschsprachige Erstausstrahlung |
| Staffel | Episodenanzahl | Staffelpremiere      | Staffelfinale        | Staffelpremiere                   | Staffelfinale                     |
| ------- | -------------- | -------------------- | -------------------- | --------------------------------- | --------------------------------- |
| 1       | 8              | 27. September 2007   | 15. November 2007    | 18. September 2009                | 9. Oktober 2009                   |
| 2       | 8              | 11. September 2008   | 23. Oktober 2008     | 16. Oktober 2009                  | 6. November 2009                  |
| 3       | 8              | 28. Januar 2010      | 11. März 2010        | 21. Dezember 2010                 | 11. Januar 2011                   |
| 4       | 8              | 1. Februar 2011      | 22. März 2011        | 23. August 2011                   | 20. September 2011                |

## Staffel 1
Die Erstausstrahlung der ersten Staffel war vom 27. September bis zum 15. November 2007 auf dem britischen Fernsehsender ITV2 zu sehen. Die deutschsprachige Erstausstrahlung der ersten Staffel sendete der Sender RTL Passion vom 18. September 2009 bis zum 9. Oktober 2009.
| Nr. (ges.) | Nr. (St.) | Deutscher Titel         | Originaltitel | Erstausstrahlung UK | Deutschsprachige Erstausstrahlung (D) | Regie        | Drehbuch                    |
| ---------- | --------- | ----------------------- | ------------- | ------------------- | ------------------------------------- | ------------ | --------------------------- |
| 1          | 1         | Belle De Jour           | Episode 1.1   | 27. Sep. 2007       | 18. Sep. 2009                         | Yann Demange | Lucy Prebble                |
| 2          | 2         | Zeit ist Geld           | Episode 1.2   | 4. Okt. 2007        | 25. Sep. 2009                         | Yann Demange | Lucy Prebble                |
| 3          | 3         | Die Sexparty            | Episode 1.3   | 11. Okt. 2007       | 18. Sep. 2009                         | Yann Demange | Lucy Prebble & Julie Gearey |
| 4          | 4         | Das Geständnis          | Episode 1.4   | 18. Okt. 2007       | 25. Sep. 2009                         | Yann Demange | Lucy Prebble                |
| 5          | 5         | Der Dreier              | Episode 1.5   | 25. Okt. 2007       | 2. Okt. 2009                          | Susan Tully  | Nicole Taylor               |
| 6          | 6         | Kein Leben ohne Sex     | Episode 1.6   | 1. Nov. 2007        | 2. Okt. 2009                          | Susan Tully  | Katie Douglas               |
| 7          | 7         | Call Boy für eine Nacht | Episode 1.7   | 8. Nov. 2007        | 9. Okt. 2009                          | Susan Tully  | Julie Gearey                |
| 8          | 8         | Die Kurtisane           | Episode 1.8   | 15. Nov. 2007       | 9. Okt. 2009                          | Susan Tully  | Lucy Prebble                |

## Staffel 2
Die Erstausstrahlung der zweiten Staffel war vom 11. September bis zum 23. Oktober 2008 auf dem britischen Fernsehsender ITV2 zu sehen. Die deutschsprachige Erstausstrahlung sendete der Sender RTL Passion vom 16. Oktober bis zum 6. November 2009.
| Nr. (ges.) | Nr. (St.) | Deutscher Titel         | Originaltitel | Erstausstrahlung UK | Deutschsprachige Erstausstrahlung (D) | Regie            | Drehbuch           |
| ---------- | --------- | ----------------------- | ------------- | ------------------- | ------------------------------------- | ---------------- | ------------------ |
| 9          | 1         | Bambi                   | Episode 2.1   | 11. Sep. 2008       | 16. Okt. 2009                         | Fraser MacDonald | Lucy Prebble       |
| 10         | 2         | Kein scheues Reh        | Episode 2.2   | 11. Sep. 2008       | 16. Okt. 2009                         | Fraser MacDonald | Lucy Prebble       |
| 11         | 3         | Sex ohne Regeln         | Episode 2.3   | 18. Sep. 2008       | 23. Okt. 2009                         | Fraser MacDonald | Julie Gearey       |
| 12         | 4         | Belle und die Liebe     | Episode 2.4   | 25. Sep. 2008       | 23. Okt. 2009                         | Fraser MacDonald | Chloe Moss         |
| 13         | 5         | Die Enthüllung          | Episode 2.5   | 2. Okt. 2008        | 30. Okt. 2009                         | Peter Lydon      | Nicole Taylor      |
| 14         | 6         | Erotische Märchenstunde | Episode 2.6   | 9. Okt. 2008        | 30. Okt. 2009                         | Peter Lydon      | Rebecca Lenkiewicz |
| 15         | 7         | Das normale Leben       | Episode 2.7   | 16. Okt. 2008       | 6. Nov. 2009                          | Peter Lydon      | Tim Price          |
| 16         | 8         | Der letzte Kunde        | Episode 2.8   | 23. Okt. 2008       | 6. Nov. 2009                          | Peter Lydon      | Julie Gearey       |

## Staffel 3
Die Erstausstrahlung der dritten Staffel war vom 28. Januar bis zum 11. März 2010 auf dem britischen Fernsehsender ITV2 zu sehen. Die deutschsprachige Erstausstrahlung sendete der Sender RTL Passion vom 21. Dezember 2010 bis zum 11. Januar 2011 jeweils in Doppelfolgen.
| Nr. (ges.) | Nr. (St.) | Deutscher Titel                  | Originaltitel | Erstausstrahlung UK | Deutschsprachige Erstausstrahlung (D) | Regie           | Drehbuch               |
| ---------- | --------- | -------------------------------- | ------------- | ------------------- | ------------------------------------- | --------------- | ---------------------- |
| 17         | 1         | Belle als Bestseller             | Episode 3.1   | 28. Jan. 2010       | 21. Dez. 2010                         | Owen Harris     | Chloe Moss             |
| 18         | 2         | Belles Schreib- und Sexblockaden | Episode 3.2   | 28. Jan. 2010       | 21. Dez. 2010                         | Owen Harris     | Tim Price              |
| 19         | 3         | Belles Begierde                  | Episode 3.3   | 4. Feb. 2010        | 28. Dez. 2010                         | Owen Harris     | Richard Hurst          |
| 20         | 4         | Belles Suche nach Liebe          | Episode 3.4   | 11. Feb. 2010       | 28. Dez. 2010                         | Owen Harris     | Rebecca Lenkiewicz     |
| 21         | 5         | Belle riskiert eine Beziehung    | Episode 3.5   | 18. Feb. 2010       | 4. Jan. 2011                          | China Moo-Young | Rebecca Lenkiewicz     |
| 22         | 6         | Belles Männerwahl                | Episode 3.6   | 25. Feb. 2010       | 4. Jan. 2011                          | China Moo-Young | Richard Hurst          |
| 23         | 7         | Belle als Kundin                 | Episode 3.7   | 4. März 2010        | 11. Jan. 2011                         | China Moo-Young | Chloe Moss & Tim Price |
| 24         | 8         | Belles Hochzeitsüberraschung     | Episode 3.8   | 11. März 2010       | 11. Jan. 2011                         | China Moo-Young | Julie Gearey           |

## Staffel 4
Die Erstausstrahlung der vierten Staffel war vom 1. Februar bis zum 22. März 2011 auf dem britischen Fernsehsender ITV2 zu sehen. Die deutschsprachige Erstausstrahlung sendete der Sender RTL Passion vom 23. August bis zum 20. September 2011.
| Nr. (ges.) | Nr. (St.) | Deutscher Titel                              | Originaltitel | Erstausstrahlung UK | Deutschsprachige Erstausstrahlung (D) | Regie                             | Drehbuch       |
| ---------- | --------- | -------------------------------------------- | ------------- | ------------------- | ------------------------------------- | --------------------------------- | -------------- |
| 25         | 1         | Belle als Hausbesitzerin und Ehefrau in spe? | Episode 4.1   | 1. Feb. 2011        | 23. Aug. 2011                         | Alex Garcia Lopez & Wayne Che Yip | Julie Gearey   |
| 26         | 2         | Belle als Escortchefin und Schwiegertochter? | Episode 4.2   | 8. Feb. 2011        | 30. Aug. 2011                         | Alex Garcia Lopez & Wayne Che Yip | Richard Hurst  |
| 27         | 3         | Belle als Schwester und Mutterersatz?        | Episode 4.3   | 15. Feb. 2011       | 30. Aug. 2011                         | Alex Garcia Lopez & Wayne Che Yip | Simeon Goulden |
| 28         | 4         | Belle als Filmvorlage und Babysitterin?      | Episode 4.4   | 22. Feb. 2011       | 6. Sep. 2011                          | Alex Garcia Lopez & Wayne Che Yip | Laura Neal     |
| 29         | 5         | Belle als Filmadaption und New Yorkerin?     | Episode 4.5   | 1. März 2011        | 6. Sep. 2011                          | Sam Donovan                       | Simeon Goulden |
| 30         | 6         | Belle als Kämpferin und betrogene Geliebte?  | Episode 4.6   | 8. März 2011        | 13. Sep. 2011                         | Sam Donovan                       | James Graham   |
| 31         | 7         | Belle als Vampir und Verführte?              | Episode 4.7   | 15. März 2011       | 13. Sep. 2011                         | Sam Donovan                       | Dan Sefton     |
| 32         | 8         | Belle als Geliebte und Arbeitslose?          | Episode 4.8   | 22. März 2011       | 20. Sep. 2011                         | Sam Donovan                       | Nancy Harris   |